# Bataille d'Hastings
Vous lisez un « bon article » labellisé en 2016.
Conquête normande de l'Angleterre
Batailles
- Fulford
- Stamford Bridge
- Hastings
- Dévastation du Nord
- Révolte des comtes

La bataille d'Hastings se déroule au cours de la conquête normande de l'Angleterre le 14 octobre 1066 à une dizaine de kilomètres au nord-ouest de la ville d'Hastings, dans le Sussex de l'Est. Elle oppose le dernier roi anglo-saxon d'Angleterre, Harold Godwinson, au duc de Normandie Guillaume le Conquérant, qui remporte une victoire décisive.
Hastings s'inscrit dans la crise de succession ouverte par la mort du roi d'Angleterre Édouard le Confesseur en janvier 1066. Élu et sacré successeur d'Édouard, Harold doit faire face aux invasions lancées par des prétendants à la couronne. Il vainc le roi de Norvège Harald Hardrada le 25 septembre à Stamford Bridge, dans le Yorkshire, mais pendant ce temps, le duc Guillaume de Normandie a débarqué dans le Sussex, dans le sud du pays, à plus de 350 km. Harold se précipite à sa rencontre à marche forcée.
La bataille dure du matin jusqu'au soir du 14 octobre. Postées au sommet de la colline de Senlac, les troupes anglaises résistent aux premiers assauts ennemis derrière leur mur de boucliers. Les Normands ont alors recours à une ruse : l'aile gauche feint de fuir avant de se retourner contre les Anglais lancés à leur poursuite. L'armée anglaise cède et se débande après la mort d'Harold.
Grâce à sa victoire, le duc de Normandie peut marcher jusqu'à Londres et il est sacré roi d'Angleterre le jour de Noël à Westminster. Même si la conquête normande de l'Angleterre n'est achevée que plusieurs années plus tard, la bataille d'Hastings marque un tournant dans l'histoire de l'Angleterre, dont elle inaugure la période anglo-normande.

## Contexte

### Une succession disputée

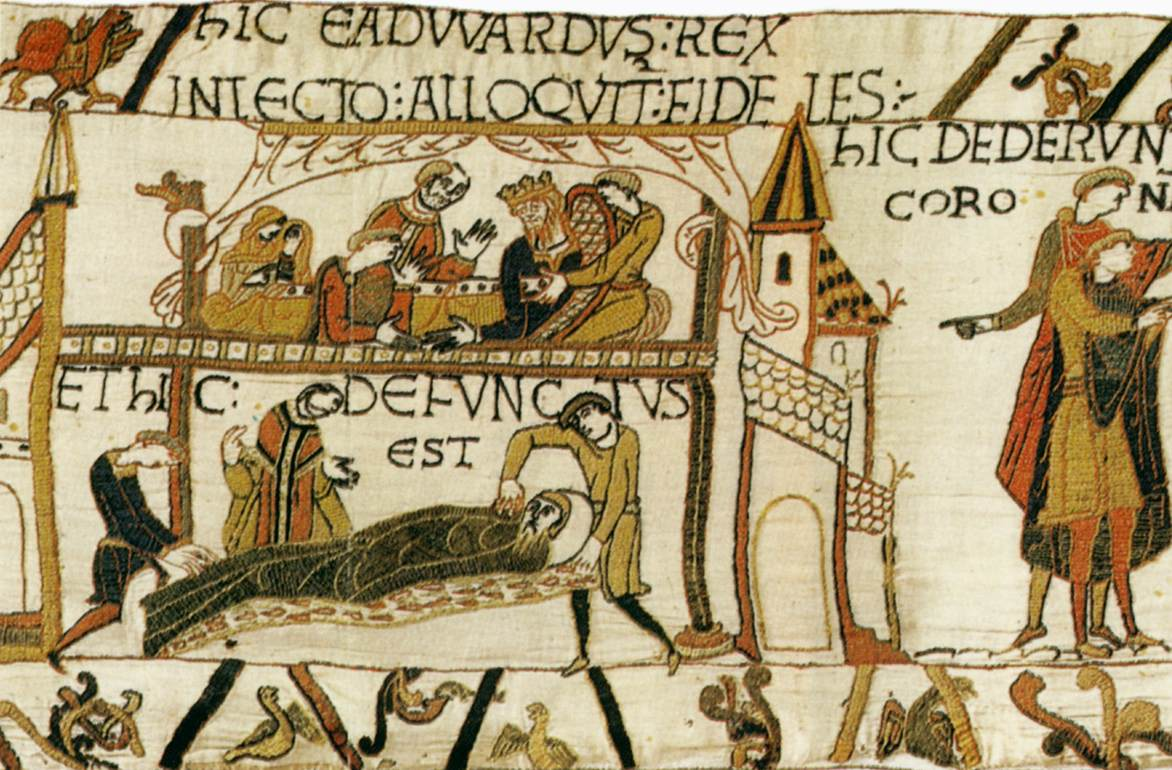
La mort d'Édouard le Confesseur sur la tapisserie de Bayeux.

Le roi d'Angleterre Édouard le Confesseur meurt sans laisser d'enfant le 4 ou le 5 janvier 1066. Le witan, assemblée composée des principaux nobles et ecclésiastiques du royaume, élit pour lui succéder l'earl du Wessex Harold Godwinson, le plus riche et le plus puissant baron d'Angleterre. Il est couronné dès le lendemain de la mort d'Édouard.
Deux adversaires de taille ne tardent pas à contester la succession du roi défunt. Le duc Guillaume de Normandie affirme qu'Édouard l'avait choisi comme successeur, et qu'Harold avait juré de respecter cet arrangement. Édouard avait passé une bonne partie de sa jeunesse en exil à la cour de Normandie, et après son arrivée au pouvoir, il s'était entouré de conseillers normands. Il est possible qu'ils aient encouragé les ambitions de Guillaume. De son côté, le roi de Norvège Harald Hardrada met en avant un accord conclu entre son prédécesseur, Magnus le Bon, et Hardeknut, le prédécesseur d'Édouard, en vertu duquel l'Angleterre et la Norvège reviendraient à l'autre si l'un d'eux mourait sans laisser d'héritier. Chacun de son côté, Guillaume et Harald rassemblent leurs forces pour envahir le royaume qu'ils estiment leur revenir de droit. Le passage de la comète de Halley dans le ciel de l'Europe au mois d'avril fait l'objet de nombreux commentaires, et certaines chroniques l'associent à la crise de succession anglaise.

### L'invasion norvégienne
Début septembre, Harald débarque en Angleterre à la tête d'une flotte de plus de 300 navires, avec peut-être 15 000 hommes sous ses ordres. Il reçoit des renforts menés par Tostig, le frère exilé du roi Harold, qui avait harcelé les côtes anglaises quelques mois plus tôt avec ses propres navires. Après avoir battu l'armée des earls Edwin de Mercie et Morcar de Northumbrie le 20 septembre à Fulford, Harald occupe York, la deuxième ville du royaume.
Ayant attendu plusieurs mois le débarquement des troupes de Guillaume sur la côte sud, Harold renvoie ses troupes chez elles pour les moissons le 8 septembre, ainsi que sa flotte. Lorsqu'il apprend l'invasion norvégienne, il se précipite vers le nord en rassemblant une armée en route. Il tombe sur les Norvégiens par surprise et les bat à Stamford Bridge le 25 septembre. Les envahisseurs subissent de lourdes pertes : Harald et Tostig sont tués, et sur les 300 navires de la flotte d'invasion, 24 suffisent à ramener les survivants chez eux. Néanmoins, la victoire n'a pas été sans coût pour les Anglo-Saxons : leur armée en ressort sérieusement affaiblie.

### Les préparatifs de Guillaume

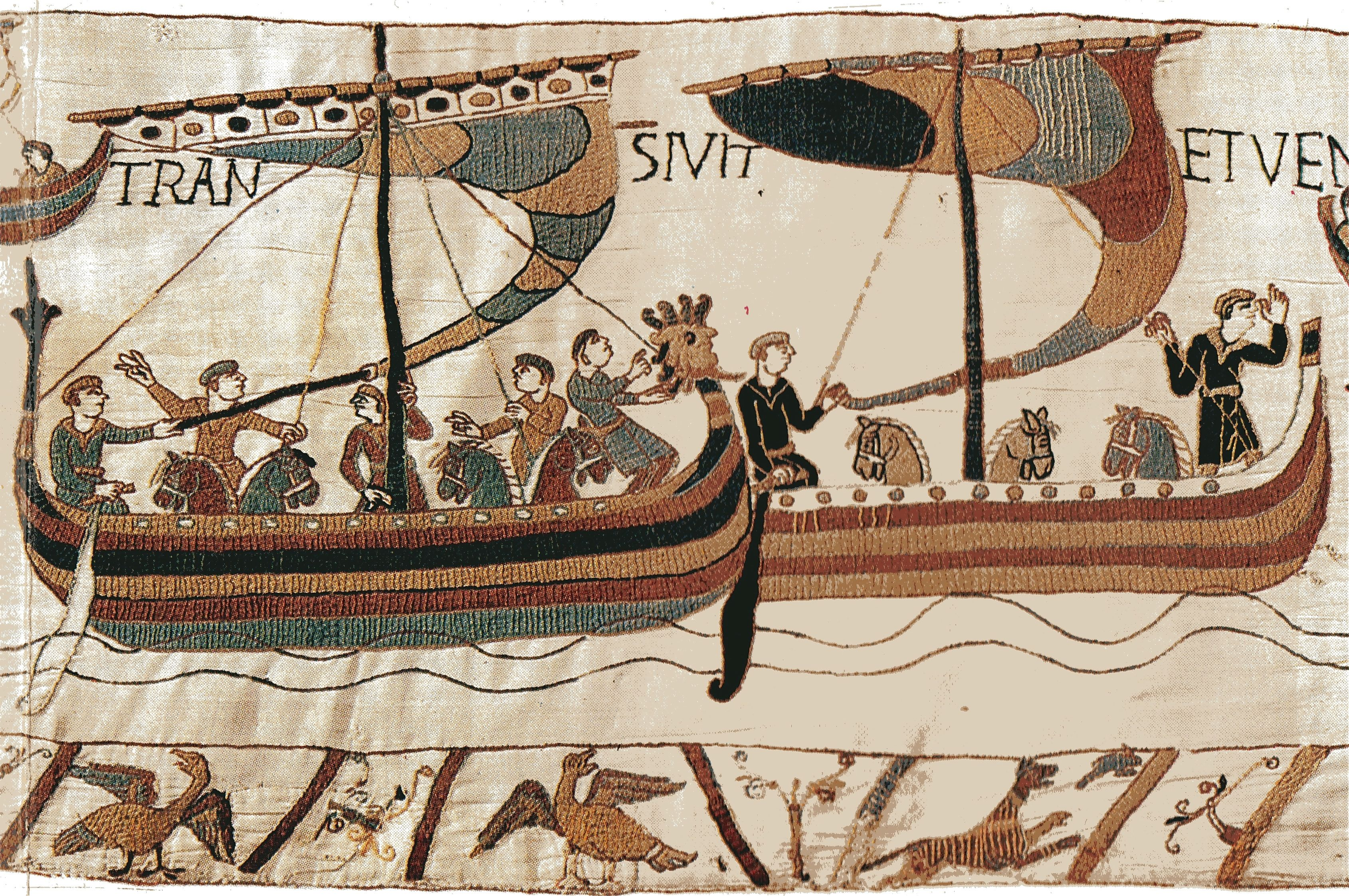
Les Normands font traverser la Manche à leurs chevaux, sur la tapisserie de Bayeux.

Guillaume est contraint d'assembler une flotte à partir de rien, ce qui lui prend plusieurs mois. Son armée, réunie à Dives-sur-Mer, puis à Saint-Valery-sur-Somme, est composée non seulement de Normands, mais également de contingents venus de Bretagne et de Flandre, entre autres. Certaines chroniques normandes attribuent également à Guillaume des préparatifs diplomatiques, avec notamment l'envoi d'une bannière par le pape Alexandre II en signe de soutien. Cependant, les récits contemporains ne parlent pas de cette bannière, qui n'est mentionnée que par Guillaume de Poitiers plusieurs années après les faits. L'imposition, en 1070, d'une pénitence générale à tous les soldats de Guillaume ayant tué ou blessé un adversaire lors de la bataille plaide également en défaveur de l'envoi d'une bannière au duc par Alexandre II.
Les forces de Guillaume sont prêtes à traverser la Manche aux alentours du 12 août, mais les opérations sont retardées pendant plusieurs semaines. Les chroniqueurs normands expliquent que ce délai est dû au mauvais temps, mais il est plus plausible que Guillaume ait préféré attendre qu'Harold renvoie sa flotte pour s'assurer une traversée plus facile. Les Normands débarquent finalement le 28 septembre à Pevensey, dans le Sussex. Guillaume fait construire un château en bois à Hastings, d'où il lance des attaques sur la région alentour. Des fortifications sont également édifiées à Pevensey.

### Harold marche vers Hastings
Après sa victoire sur les Norvégiens, Harold laisse une bonne partie de ses troupes dans le Nord, avec les earls Morcar et Edwin, avant de retourner dans le Sud à marche forcée. Il apprend vraisemblablement la nouvelle du débarquement normand en route. Son armée couvre les 320 km qui la séparaient de Londres en l'espace d'une semaine à peine, soit une moyenne de 43 km par jour. Harold passe ensuite quelques jours à Londres. La nuit du 13 octobre, il campe avec son armée sur la colline de Caldbec, à une quinzaine de kilomètres du château édifié par Guillaume à Hastings.
Les éclaireurs du duc lui rapportent l'arrivée d'Harold, réduisant à néant tout éventuel effet de surprise. Les sources offrent des récits contradictoires des événements ayant immédiatement précédé la bataille, mais elles s'accordent à dire que Guillaume conduit son armée hors de son château pour se porter à la rencontre d'Harold, dont l'armée est positionnée au sommet de la colline de Senlac, à une dizaine de kilomètres d'Hastings.

## Les deux armées

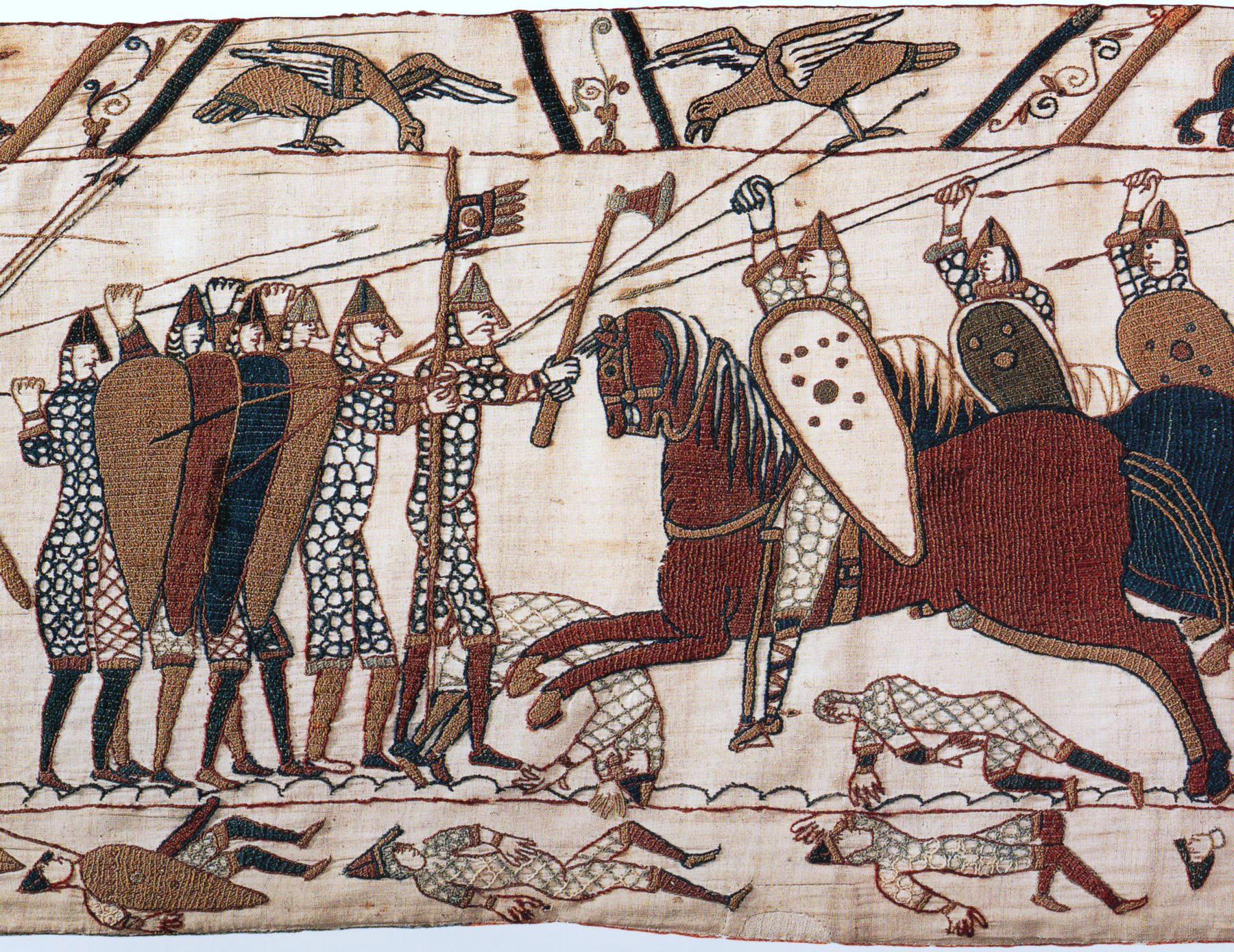
L'armée anglaise encaisse la charge de la cavalerie normande.

### L'armée anglaise
L'armée anglaise possède une structure régionale : les unités du fyrd, composées d'hommes possédant leur propre lopin de terre, sont recrutées et menées par un seigneur local, qu'il s'agisse d'un earl, d'un évêque ou d'un shérif. À hauteur d'un homme pour cinq hides, elle peut réunir jusqu'à 14 000 hommes environ. Le fyrd est levé pour deux mois maximum, sauf cas exceptionnels. Le recrutement se fait rarement à l'échelle du pays entier : ce n'est arrivé que trois fois durant les deux décennies précédentes, en 1051, 1052 et 1065. Le roi possède également une garde personnelle, les housecarls, des soldats de profession qui constituent l'armature de ses forces. Certains earls possèdent également une garde de housecarls. Les thegns se rangent soit aux côtés des housecarls du roi, soit sous les ordres d'un grand baron.
Les sources donnent des chiffres très variés pour l'armée d'Harold : certaines sources normandes font état de 400 000 à 1,2 million d'hommes, alors que la plupart des sources anglaises donnent des chiffres très faibles, peut-être dans l'intention de rendre la défaite plus acceptable. Les estimations des historiens vont de 5 000 à 13 000 hommes, la plupart allant de 7 000 à 8 000 hommes, incluant à la fois le fyrd et les housecarls,. On ne connaît qu'une vingtaine d'individus ayant combattu du côté anglais, dont deux des frères du roi, Gyrth et Leofwine,.
L'armée anglaise n'est composée que de fantassins ; il est possible que certains combattants de haut rang se soient rendus à cheval à Hastings, mais ils ont combattu à pied. L'armure des housecarls se compose d'un heaume conique, d'un haubert de mailles et d'un bouclier en forme de losange ou de disque. La plupart sont armés d'une hache danoise à deux mains, mais certains se battent à l'épée. Les hommes du fyrd, qui ne sont pas des soldats professionnels, portent quant à eux des armures plus légères.

### L'armée normande
Les sources contemporaines donnent des chiffres allant de 14 000 à 150 000 hommes pour l'armée de Guillaume, et une liste d'époque parle de 776 navires fournis par 14 barons normands, un chiffre peut-être exagéré. Les historiens modernes proposent des estimations plus modestes : entre 7 000 et 8 000 hommes, dont 1 000 à 2 000 cavaliers, pour Matthew Bennett ; 7 500 hommes pour Christopher Gravett ; 8 000 combattants pour Pierre Bouet ; 10 000 hommes, dont 3 000 cavaliers, pour Peter Marren. L'armée se compose de fantassins, de cavaliers et d'archers ou d'arbalétriers, avec environ autant de cavaliers que d'archers, et autant de fantassins que de cavaliers et d'archers réunis. Ces soldats ne proviennent pas uniquement de Normandie, mais également de Bretagne, de Flandres et d'autres régions de France. Il subsiste plusieurs listes de compagnons de Guillaume le Conquérant, mais bon nombre des noms qui y figurent sont des ajouts ultérieurs, et ils ne sont qu'une trentaine dont la présence sur le champ de bataille est un tant soit peu assurée,,.
Les soldats normands portent des hauberts fendus afin de permettre de monter à cheval. Ils descendent généralement jusqu'aux genoux, et certains sont munis de manches à hauteur des coudes. Leurs casques sont en forme de cône, avec une bande métallique protégeant le nez. La cavalerie et l'infanterie possèdent des boucliers. Ceux des fantassins sont généralement de forme circulaire, en bois avec des renforts métalliques. Les cavaliers arborent plutôt des boucliers en forme d'amande, et sont armés de lances. Il est peu probable qu'ils aient fait usage de la lance couchée, maintenue sous le bras droit : c'est une technique relativement récente à l'époque, et le terrain ne se prête pas aux longues charges de cavalerie. Cavaliers et fantassins sont armés d'épées droites, longues et à double tranchant. L'infanterie possède également des javelines et des lances. Certains cavaliers utilisent peut-être des masses d'armes plutôt que des épées. Les archers ne sont pas vêtus d'armure pour la plupart. Certains sont munis d'arbalètes, des armes puissantes mais longues à recharger, et leur lenteur couplée à leur petit nombre ne leur permet pas de réellement peser sur le sort de la bataille.

## La bataille

### Le champ de bataille

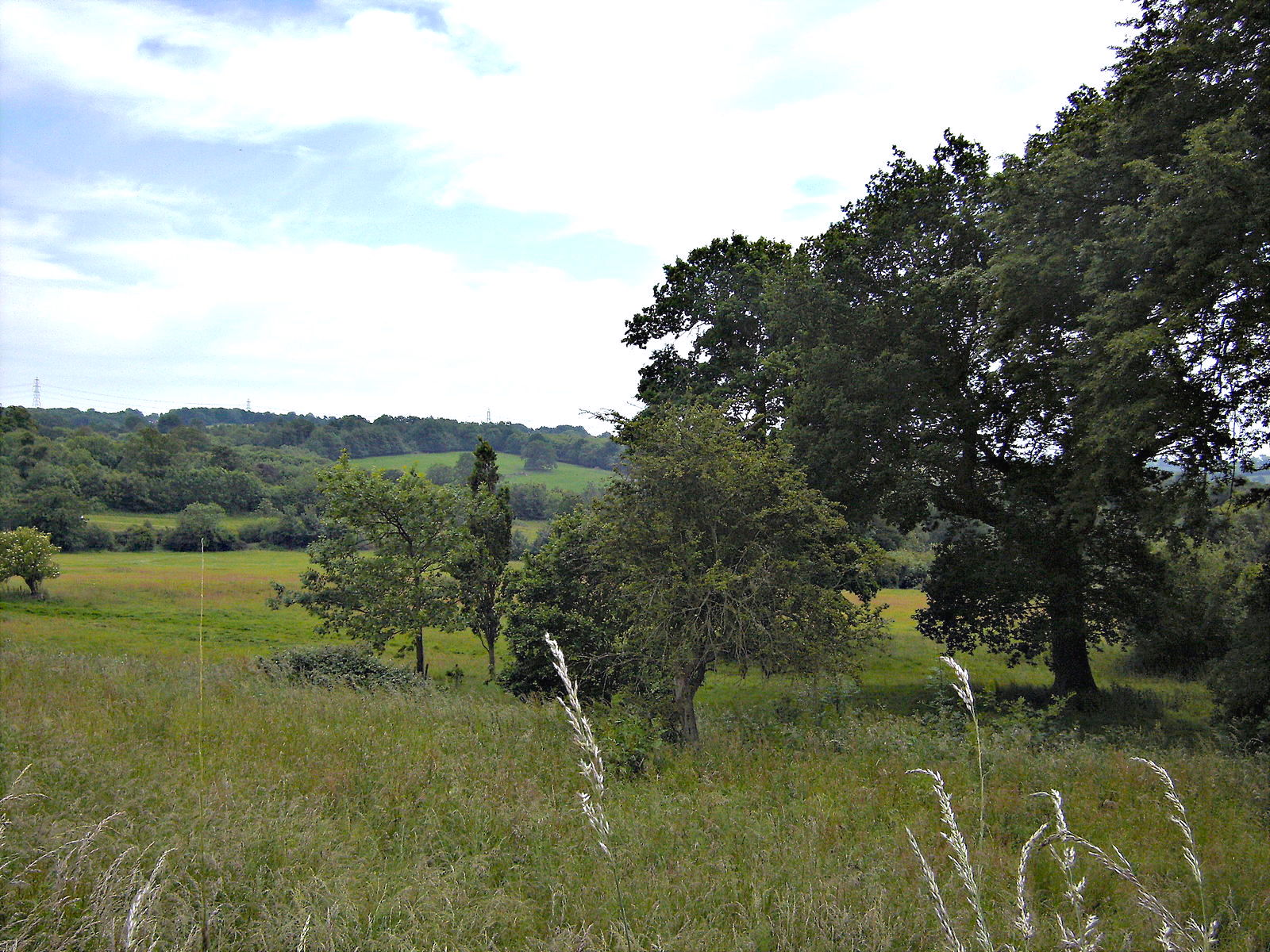
Le champ de bataille, vu depuis le nord.

Les contradictions entre sources primaires rendent impossible l'établissement d'un récit incontestable de l'affrontement. Seuls quelques faits sont indiscutables : la bataille a débuté à neuf heures du matin le samedi 14 octobre 1066, et elle a duré jusqu'au soir. Ce jour-là, le soleil se lève à 6 h 48, et les récits d'époque indiquent qu'il brille particulièrement fort. Ils ne précisent cependant pas le temps qu'il fait à Hastings. Après le coucher du soleil, à 16 h 54, il commence à faire sombre vers 17 h 54 et la nuit tombe à 18 h 24. Puisque la lune ne se lève qu'à 23 h 12, le champ de bataille ne bénéficie que de peu de lumière après le coucher du soleil.
L'affrontement se déroule à onze kilomètres au nord d'Hastings, près de l'actuelle ville de Battle. Le champ de bataille est encadré par deux collines, celle de Caldbec au nord et celle de Telham au sud. C'est un endroit densément boisé, situé à proximité d'un marais.
Le chemin emprunté par l'armée anglaise pour rejoindre le champ de bataille n'est pas connu avec certitude. La découverte d'un important trésor enterré près d'une ancienne route romaine reliant Rochester à Hastings en 1876 a laissé supposer qu'il pouvait s'agir de la route empruntée par Harold, mais il est également possible que ses troupes aient suivi une autre voie romaine reliant Londres à Lewes avant d'emprunter des chemins de moindre importance. La plupart des historiens modernes estiment que les Normands ont marché d'Hastings jusqu'au champ de bataille,,,, mais M. K. Lawson préfère suivre Guillaume de Jumièges, selon qui l'armée de Guillaume se trouvait sur place depuis la veille au soir.

### La disposition des armées

Position des troupes au début de la bataille.

Les forces d'Harold sont déployées en formation serrée autour du sommet de la colline de Senlac. Leurs flancs sont protégés par les bois, et le sol devant eux est marécageux et traversé par un cours d'eau. Lawson juge possible que leurs lignes aient été suffisamment longues pour rejoindre l'un des cours d'eau coulant à proximité de leurs positions. Le premier rang de l'armée anglo-saxonne forme un mur de boucliers afin de se protéger de l'offensive ennemie.
Guillaume semble avoir organisé ses troupes en trois groupes ou « batailles ». À gauche se trouvent les Bretons, avec les Angevins, les Poitevins et les Manceaux, menés par le baron breton Alain le Roux. Au centre se trouvent les Normands, menés par le duc lui-même. À droite se trouvent les Picards, les Boulonnais et les Flamands, menés par Guillaume de Crépon et le comte Eustache II de Boulogne. Les archers sont en première ligne, devant les lanciers à pied, tandis que la cavalerie reste en réserve. Cette disposition suggère que le plan de Guillaume consiste à affaiblir dans un premier temps l'adversaire par une volée de flèches avant de faire avancer l'infanterie au corps à corps. Une charge de cavalerie pourrait alors exploiter les brèches ouvertes par les fantassins dans les lignes anglaises pour transpercer l'ennemi et pourchasser les fuyards.

### L'affrontement commence

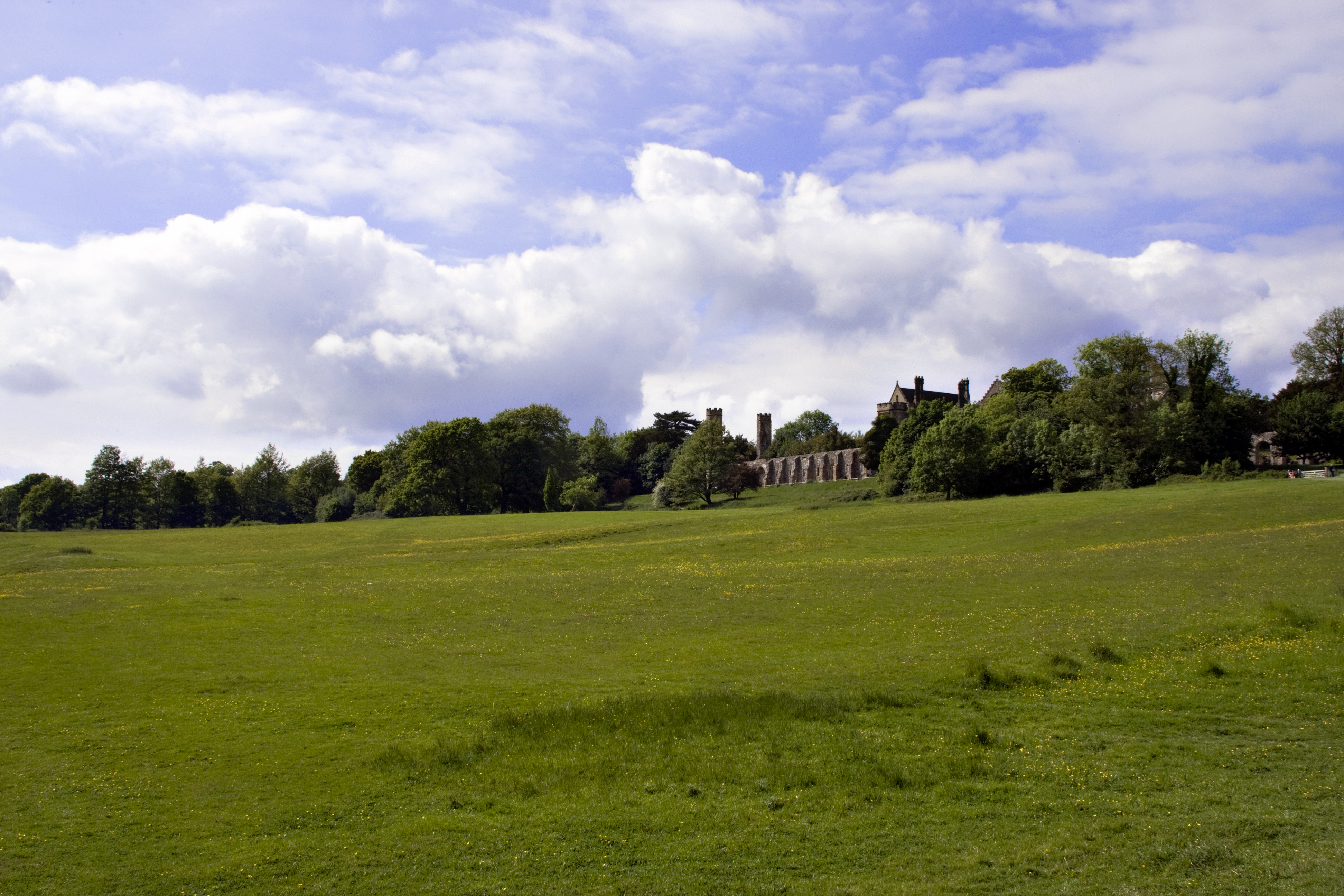
Le champ de bataille, en regardant vers la colline de Senlac.

La bataille d'Hastings débute lorsque les archers normands tirent sur le mur de boucliers anglais, sans grand effet : comme leurs adversaires se trouvent en position surélevée, les flèches rebondissent sur leurs boucliers ou volent au-dessus de leurs têtes. Leur tâche n'est pas facilitée par le faible nombre des archers anglo-saxons : en effet, cela limite le nombre de flèches qu'ils sont susceptibles de ramasser et réutiliser. Guillaume envoie ensuite les lanciers à l'assaut des Anglo-Saxons. Ces derniers répliquent à l'aide de projectiles divers : lances, javelots, haches ou même pierres.

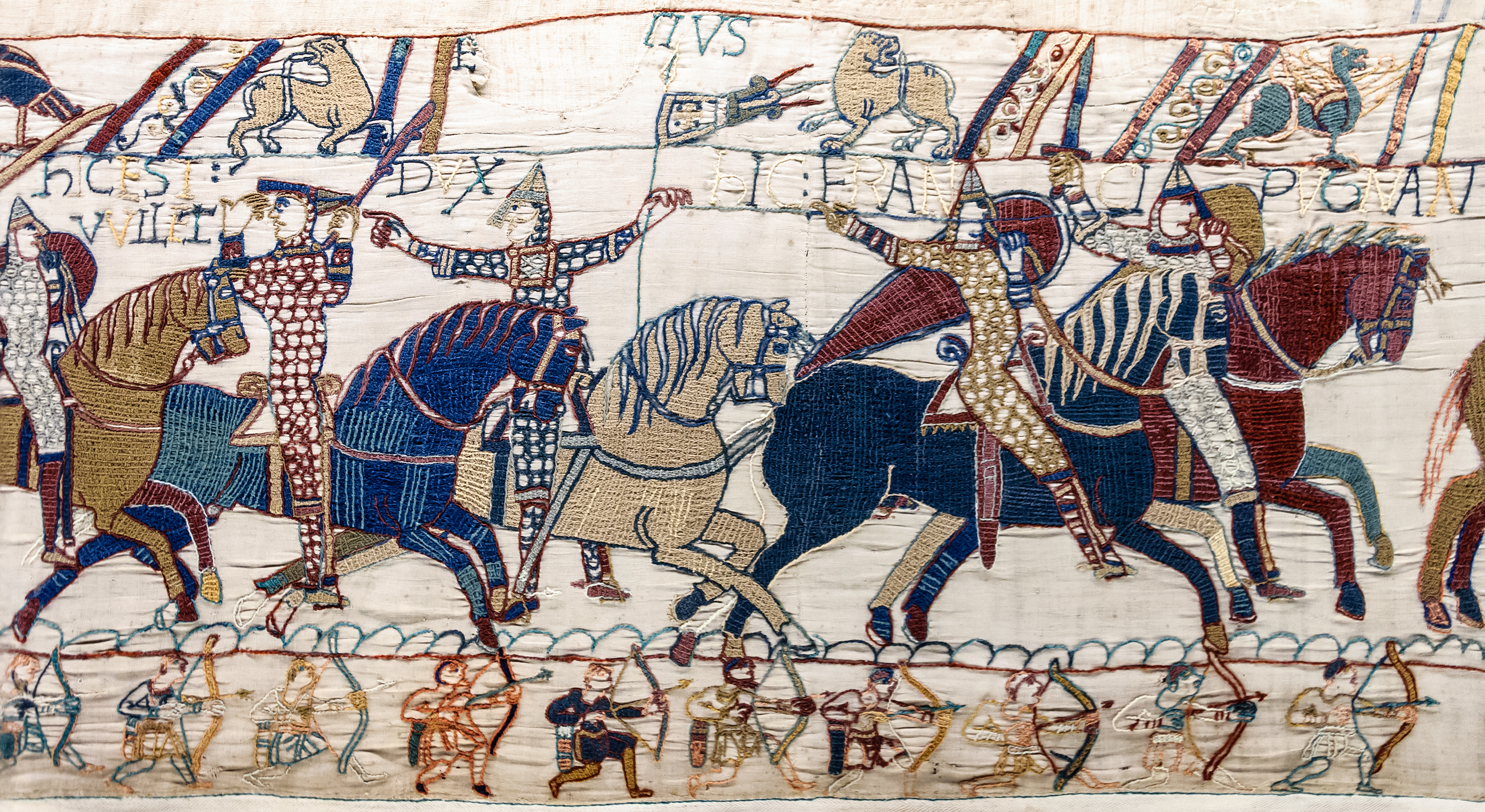
Guillaume soulève son heaume pour montrer à ses soldats qu'il n'est pas mort sur la tapisserie de Bayeux.

La cavalerie normande se porte au soutien de l'infanterie, qui s'avère incapable d'ouvrir une brèche dans les lignes anglaises. Elle ne parvient pas davantage à percer le mur de boucliers, et une retraite générale s'ensuit, que les sources attribuent à la division bretonne. La rumeur court que le duc est mort, ce qui accroît la confusion générale. Les Anglo-Saxons se lancent à la poursuite des Normands en déroute, mais Guillaume chevauche parmi ses troupes le visage découvert, pour montrer qu'il est toujours vivant, avant de mener une contre-attaque. Une partie des forces anglaises se rassemble sur une butte avant d'être balayée.
On ignore si c'est Harold qui a ordonné à ses hommes de pourchasser l'ennemi, ou s'il s'agit d'un mouvement spontané. D'après Wace, le roi ordonne à ses troupes de ne pas bouger, mais il est le seul à offrir cette précision. La tapisserie de Bayeux représente la mort de Gyrth et Leofwine, les frères d'Harold, juste avant le combat autour de la butte, ce qui pourrait indiquer qu'ils étaient les meneurs de cette poursuite. Le Carmen de Hastingæ Prœlio affirme que Gyrth est mort de la main de Guillaume, qui l'a peut-être pris pour son frère, tandis que Guillaume de Poitiers indique que les corps des trois frères ont été retrouvés proches les uns des autres, auquel cas soit Gyrth et Leofwine doivent avoir péri vers la fin des combats, soit leurs corps ont été récupérés durant les pauses dans l'affrontement comme le soutient Pierre Bouet. Harold a peut-être été incité à combattre jusqu'au bout par la mort de ses frères.

### Les feintes normandes
Le début de l'après-midi est vraisemblablement marqué par une pause dans les combats, le temps pour les soldats de manger et de se reposer. Guillaume semble en avoir profité pour élaborer une nouvelle stratégie, peut-être inspirée des événements de la matinée : chercher à provoquer des brèches dans les lignes ennemies en incitant les soldats anglais à pourchasser des Normands qui feindraient de fuir. D'après Guillaume de Poitiers, cette tactique est utilisée à deux reprises. Certains historiens considèrent qu'elle n'a été inventée qu'après Hastings, voire que les chroniqueurs cherchaient à justifier la fuite des troupes normandes, mais on la retrouve dans d'autres batailles de la même période, par exemple à Arques vers 1052, à Messine en 1060 ou à Cassel en 1071. La plupart des historiens considèrent qu'elle a également été utilisée à Hastings.
Cette stratégie ne permet pas de rompre les lignes anglo-saxonnes, mais elle entraîne probablement la mort de plusieurs housecarls dans le mur de boucliers anglais. Ils sont remplacés par des soldats du fyrd, qui tiennent bon malgré leur moindre entraînement et équipement. Les archers semblent avoir été à nouveau mis à contribution avant et pendant une charge de cavalerie et d'infanterie conduite par Guillaume. Des sources du XIIe siècle précisent que les archers se sont vu ordonner de tirer vers le haut, afin que leurs flèches passent au-dessus du mur de boucliers, mais les récits d'époque ne mentionnent rien de tel. Le nombre d'assauts sur les lignes anglaises est inconnu, mais les sources mentionnent diverses actions entreprises par les deux camps durant l'après-midi. Deux chevaux sont tués sous Guillaume d'après le Carmen, trois selon Guillaume de Poitiers.

### La mort d'Harold

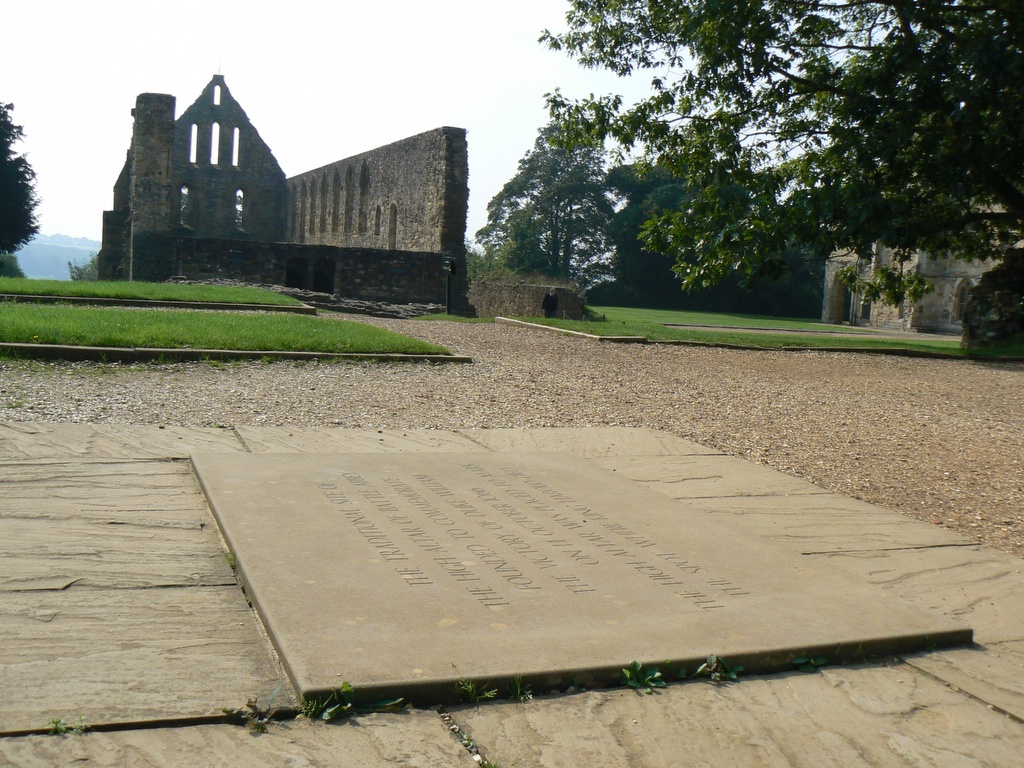
Une dalle de pierre marque l'emplacement du grand autel de l'abbaye de Battle, situé à l'endroit supposé de la mort d'Harold.

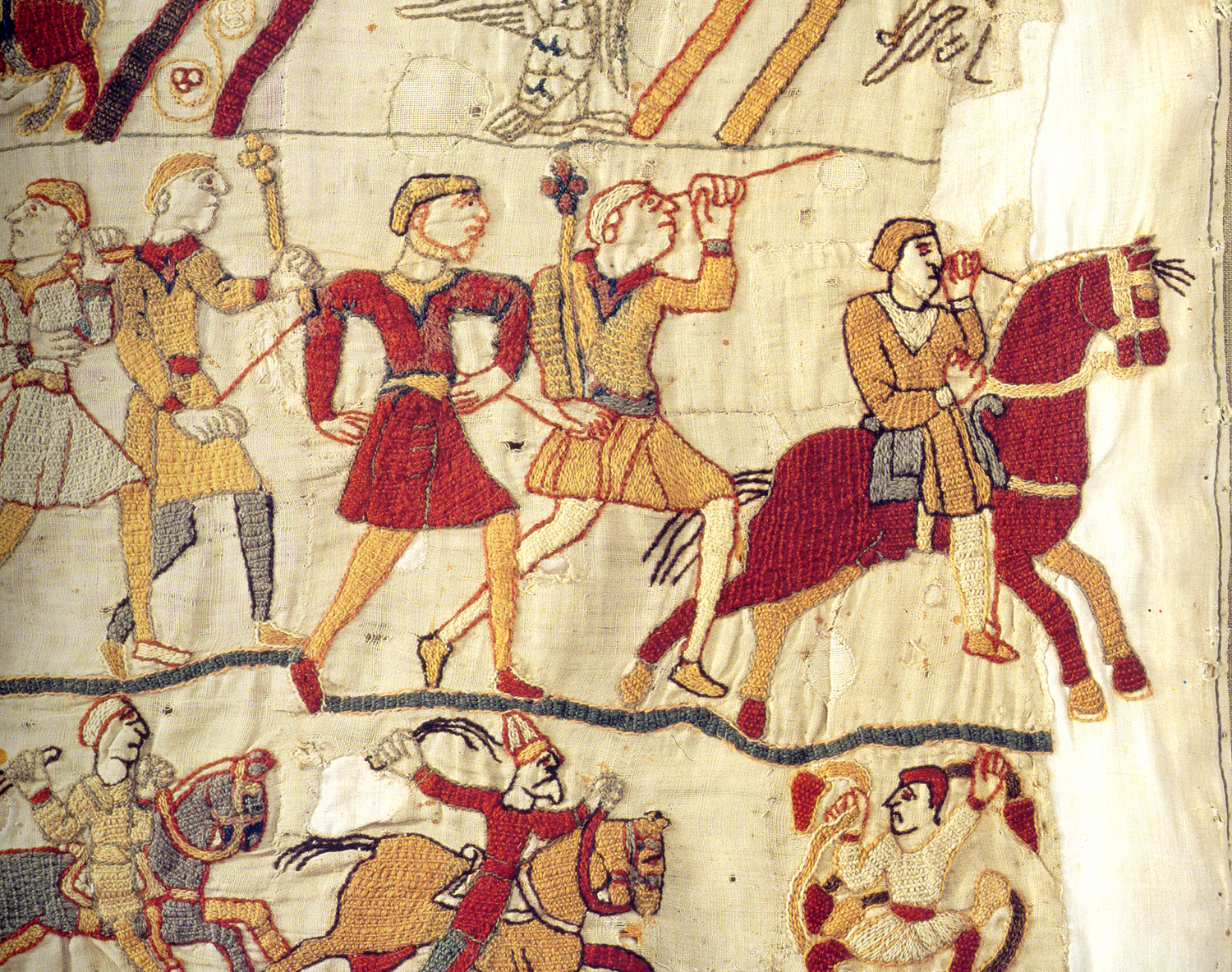
La débandade des Anglais sur la tapisserie de Bayeux.

Harold semble avoir été tué vers la fin de la bataille, mais les sources se contredisent à ce sujet. Guillaume de Poitiers ne donne pas de détails. La tapisserie de Bayeux présente deux personnages sous la mention « Ici le roi Harold est tué » : l'un d'eux tient à la main une flèche qui lui transperce l'œil droit, tandis que l'autre est en train de tomber, frappé par l'épée d'un cavalier ennemi. L'un comme l'autre pourrait être Harold, à moins que les deux ne soient des représentations du roi à des stades différents de sa mort. La tradition considère que c'est une flèche dans l'œil droit qui a tué Harold. La plus ancienne source écrite présentant cette tradition remonte aux années 1080 : il s'agit de l'Histoire des Normands du moine italien Aimé du Mont-Cassin. Guillaume de Malmesbury affirme qu'une flèche a tué Harold au moment même où un chevalier le blessait. D'après le Carmen, c'est le duc Guillaume lui-même qui aurait tué Harold, mais un tel haut fait aurait certainement été rapporté dans d'autres textes s'il s'était effectivement produit. Guillaume de Jumièges propose une version des faits encore plus improbable : selon lui, Harold serait mort dans la matinée, lors des premiers combats. La Chronique de l'abbaye de Battle note que la mort d'Harold s'est produite au plus fort des combats, et que pour cette raison, l'identité du responsable est inconnue. Parmi les biographes modernes d'Harold, Ian Walker estime probable que le roi soit mort d'une flèche dans l'œil, tout en admettant la possibilité qu'il ait été frappé par un chevalier normand alors qu'il était grièvement blessé, tandis que Peter Rex considère qu'il est impossible de déterminer la cause de la mort du roi.
La mort d'Harold prive les Anglo-Saxons de leur chef, et ils commencent à se débander. Beaucoup s'enfuient, mais les soldats de la maison du roi combattent jusqu'à la mort autour de la dépouille de leur seigneur. Les Normands se lancent à la poursuite des fuyards, et hormis un combat d'arrière-garde à un endroit appelé « la Malfosse », la bataille est terminée. La nature et l'emplacement exacts des événements de la Malfosse restent disputés. Il semble que des soldats anglais se soient rassemblés près d'un endroit fortifié ou d'un réseau de tranchées et qu'ils aient blessé grièvement Eustache de Boulogne avant d'être anéantis par le duc Guillaume,.

### Les causes de la victoire normande
Plusieurs facteurs permettent d'expliquer l'issue de la bataille, au premier rang desquels la situation d'Harold, contraint de se défendre contre deux invasions simultanées de son royaume. Plusieurs historiens estiment qu'il n'a pas pris le temps de rassembler une armée plus grande avant de se précipiter vers Hastings, mais rien ne permet d'affirmer que son infériorité numérique constitue un réel handicap, et il ne cherche sans doute pas la bataille : son objectif est de bloquer la route à l'armée normande et de l'isoler dans sa tête de pont,. La durée particulièrement longue de la bataille (une journée entière) invalide la thèse d'une armée anglaise fatiguée par sa longue marche.
En réalité, l'issue de la bataille s'est principalement joué le jour même. Guillaume possède davantage d'expérience qu'Harold, et l'absence de cavalerie anglaise prive Harold de certains choix tactiques,. Le moment où l'armée normande croit Guillaume mort aurait peut-être pu être mieux exploité par Harold. Les offensives anglaises se sont avérées des erreurs, car en poursuivant les fuyards normands, les Anglo-Saxons laissent leurs flancs exposés. Il est difficile de savoir s'il faut blâmer l'inexpérience des chefs anglais ou l'indiscipline de leurs troupes pour cette erreur,. La mort d'Harold constitue un événement capital, qui marque la débandade des troupes anglaises.

## Conséquences

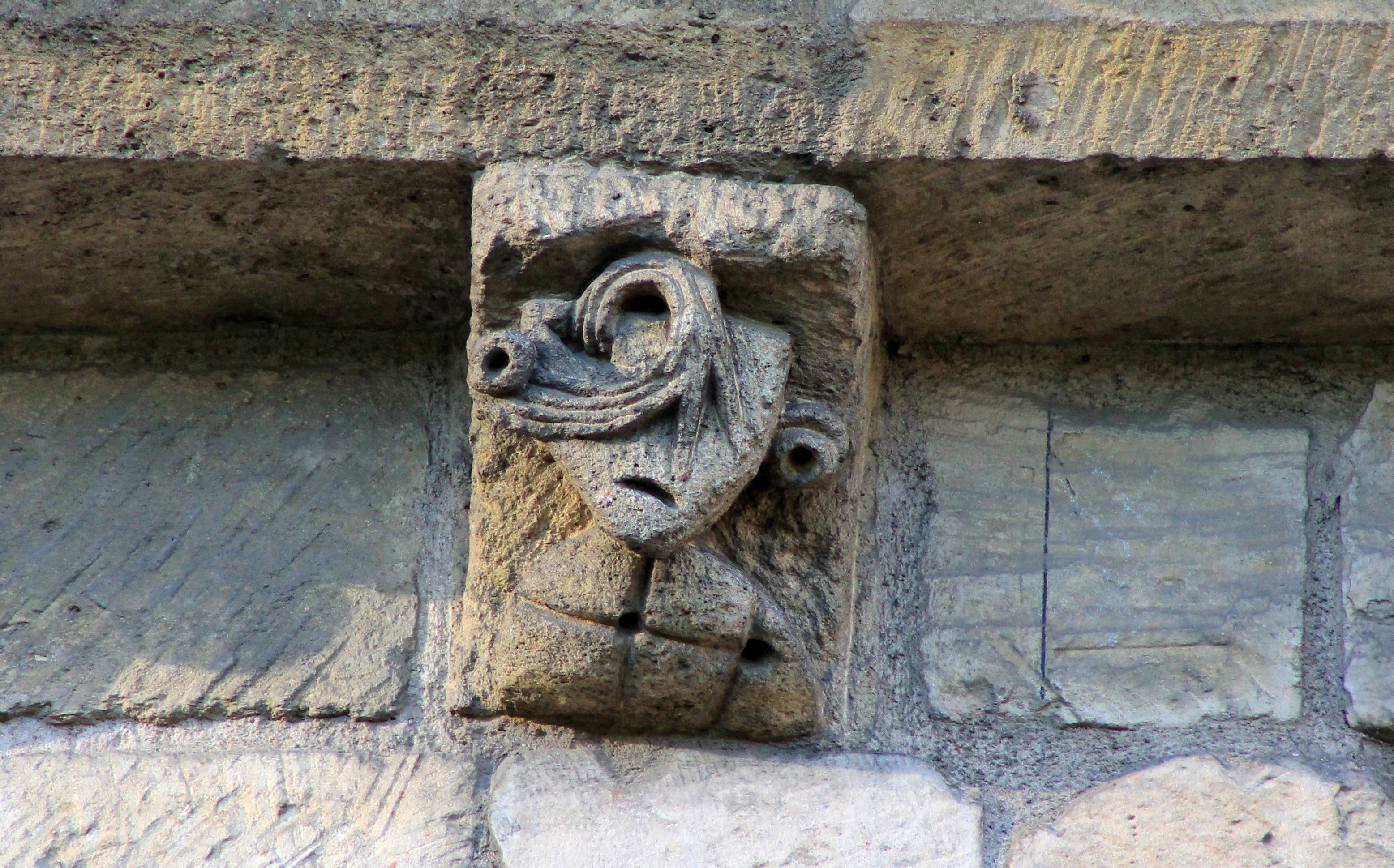
Modillon de la salle de l'Échiquier du château de Caen représentant la tête défigurée d'Harold.

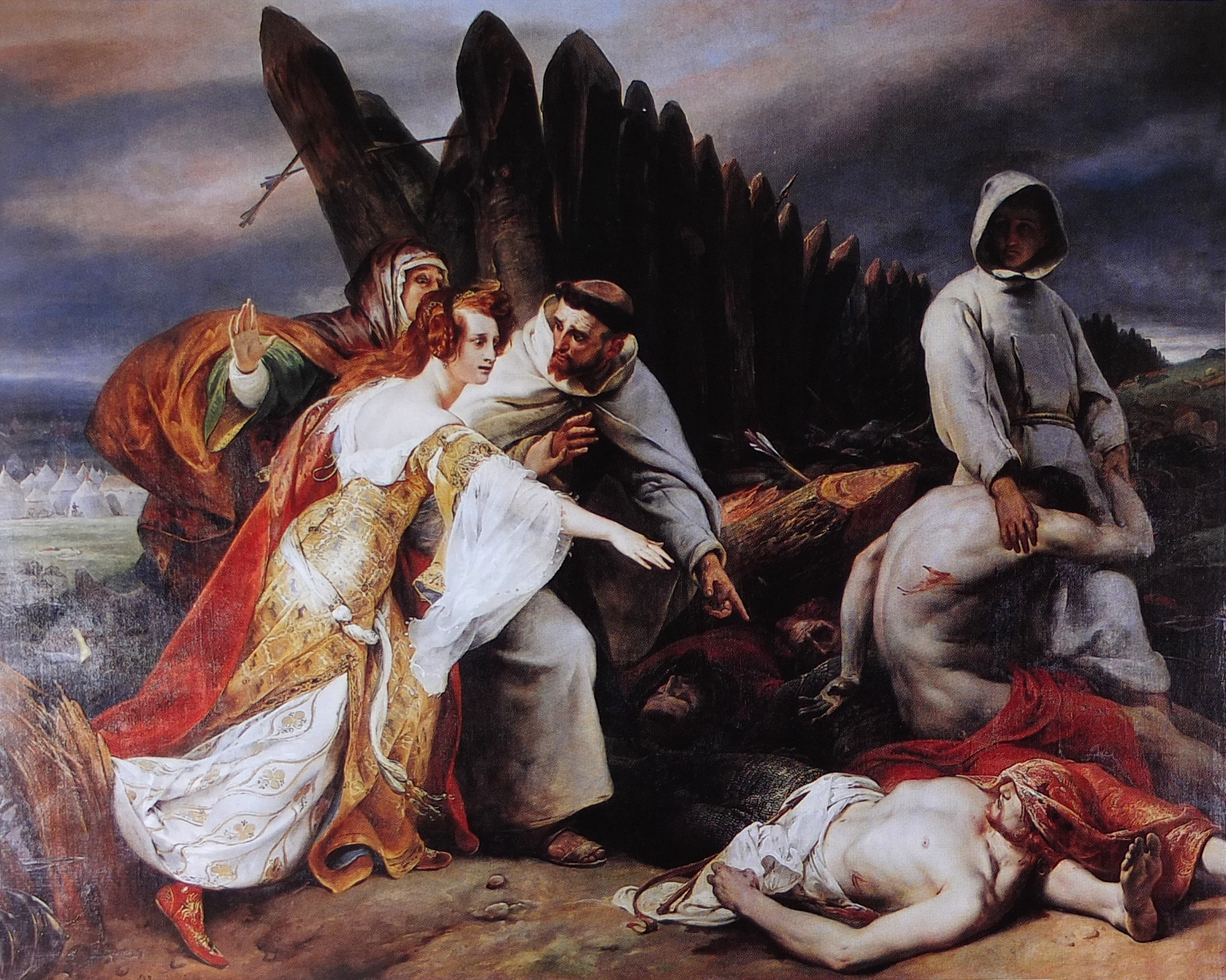
Édith retrouvant le corps d'Harold après la bataille d'Hastings, par Horace Vernet (1828).

Le lendemain de la bataille, le corps d'Harold est identifié à partir de son armure, ou bien de marques sur son corps. D'après une tradition du XIIe siècle, son visage est si méconnaissable qu'il faut faire appel à sa concubine Édith pour qu'elle l'identifie à partir de marques connues d'elle seule. Diverses traditions se contredisent quant à sa dépouille. Son étendard personnel est présenté à Guillaume avant d'être envoyé au pape. Les cadavres anglais sont abandonnés sur le champ de bataille, tandis que ceux des Normands sont inhumés dans une fosse commune dont l'emplacement reste inconnu.
On ignore le nombre exact de victimes de la bataille. La moitié des Anglais dont la présence à Hastings est certaine n'y ont pas survécu, mais cette proportion est peut-être supérieure à la réalité. Le même calcul pour les Normands donne un taux de un mort sur sept, mais tous les Normands connus sont des nobles, et il est vraisemblable que la mortalité ait été plus importante parmi leurs troupes. Orderic Vital donne des chiffres très exagérés (d'après lui, Guillaume disposait de 60 000 soldats, dont 15 000 ont trouvé la mort), mais son taux de 25 % semble plausible. Marren avance les chiffres de 2 000 Normands et 4 000 Anglais tués, et Bouet estime le nombre de victimes dans les deux armées entre 5 000  et   6 000 hommes.
Après cette victoire, Guillaume s'attend à recevoir la soumission des seigneurs anglais, mais le witan élit roi un autre membre de la maison de Wessex, le jeune Edgar Ætheling. Il est soutenu par les earls Edwin et Morcar, ainsi que par les archevêques Stigand et Ealdred. Guillaume prend donc la direction de Londres en longeant la côte du Kent, occupant sans combattre Douvres, Sandwich, Richborough et Canterbury. Il bat une armée anglaise à Southwark, mais ne parvient pas à forcer l'entrée du pont de Londres. Contraint de trouver une voie détournée pour pénétrer dans la ville, il remonte la Tamise et franchit le fleuve à Wallingford, dans l'Oxfordshire, où il reçoit la soumission de l'archevêque Stigand. Il longe ensuite les Chilterns vers le nord-est avant de redescendre sur Londres par le nord-ouest, affrontant à plusieurs reprises des offensives venues de la ville. Les seigneurs anglais se soumettent finalement à Berkhamsted, dans l'Hertfordshire, et Guillaume est proclamé roi d'Angleterre. Il est sacré par l'archevêque Ealdred le 25 décembre 1066 en l'abbaye de Westminster.
Malgré la soumission de la noblesse anglaise, des mouvements de résistance se prolongent durant plusieurs années. Exeter est frappée par des révoltes fin 1067, les fils d'Harold tentent d'envahir le royaume courant 1068, et un soulèvement enflamme la Northumbrie la même année. 1069 voit se produire de nouveaux troubles en Northumbrie, l'arrivée d'une flotte d'invasion danoise et de nouvelles révoltes dans le sud et l'ouest de l'Angleterre. Guillaume écrase les divers foyers de révolte, sa réaction énergique culminant avec la dévastation du Nord de l'Angleterre de la fin 1069 au début 1070. La révolte d'Hereward l'Exilé à Ely est également écrasée en 1070.

## Postérité

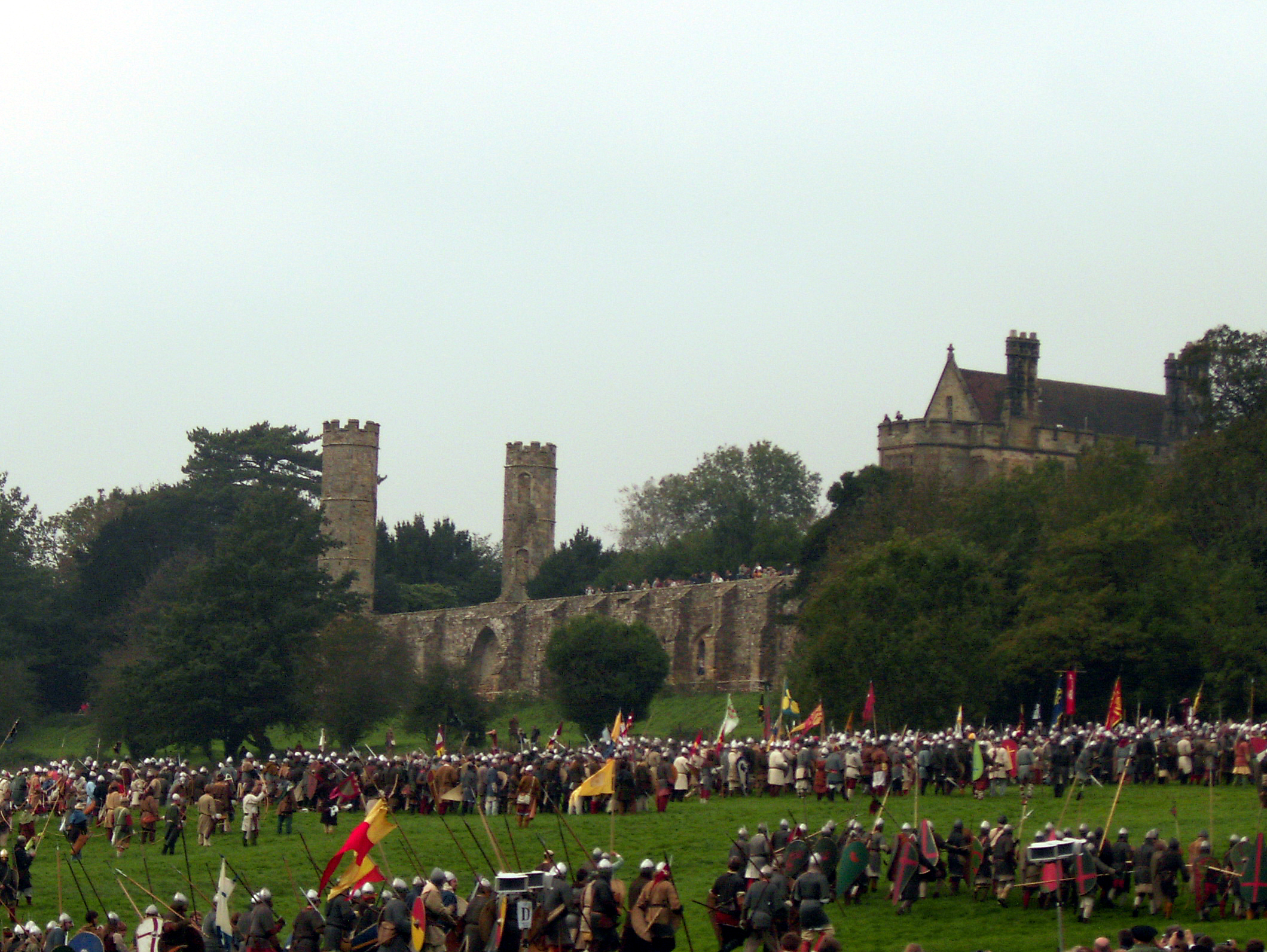
Reconstitution historique de la bataille devant l'abbaye de Battle en octobre 2006.

En tant que bataille décisive de l'invasion normande, Hastings occupe une place prépondérante dans l'histoire de l'Angleterre à de nombreux égards. L'union personnelle avec le duché de Normandie entraîne un rééquilibrage de la diplomatie anglaise en direction du Sud, au détriment de ses liens jusqu'alors plus étroits avec les pays scandinaves. La noblesse anglo-saxonne est presque entièrement remplacée par de nouveaux arrivants à qui Guillaume le Conquérant a promis terres et richesses en échange de leur aide. La langue anglo-normande exerce une influence durable sur le développement de l'anglais.
Guillaume fonde l'abbaye de Battle à l'emplacement du champ de bataille. Cette fondation lui est vraisemblablement imposée par des légats pontificaux en 1070. Le développement de l'abbaye a donné lieu à des travaux qui ont considérablement modifié la physionomie du paysage : la pente défendue par les Anglais est beaucoup moins raide aujourd'hui qu'en 1066, et le sommet de la colline a été arasé. Au XVIe siècle, les lieux passent à des propriétaires privés lors de la dissolution des monastères. Ils sont rachetés par le gouvernement britannique en 1976, avec une contribution de donateurs américains en honneur du 200e anniversaire de l'indépendance des États-Unis. Le site de l'abbaye et le champ de bataille sont aujourd'hui propriété de l'English Heritage, et ils sont ouverts au public. Plusieurs reconstitutions de la bataille y ont été organisées.
La tapisserie de Bayeux retrace les événements ayant conduit à la bataille d'Hastings, ainsi que la bataille elle-même. Cette broderie est vraisemblablement réalisée sur commande de l'évêque Odon de Bayeux, le demi-frère de Guillaume le Conquérant, bien qu'elle ne soit mentionnée pour la première fois qu'en 1476. Son style rappelle les illustrations de manuscrits anglo-saxons tardifs, et il est possible qu'elle ait été réalisée en Angleterre. Elle est exposée depuis 1983 au centre Guillaume-le-Conquérant de Bayeux,.
En 1956, le peintre français Georges Mathieu réalise La Bataille de Hastings. Cette toile de 200 × 500 cm est achevée en moins de deux heures, en public et en plein air, et la chronologie de sa création est connue à la minute près. Elle est exposée aux Abattoirs de Toulouse.